# Amedeo Avogadro
Lorenzo Romano Amedeo Carlo Avogadro di Quaregna e di Cerreto, Bá tước của Quaregna và Cerreto (sinh ngày 9 tháng 8 năm 1776 tại Turin, Piedmont - mất 1856) là nhà hóa học, nhà vật lý người Ý. Ông là người đã đề xuất định luật Avogadro và hằng số Avogadro được đặt theo tên ông, đúng bằng 6,022 140 76 × 10²³, là số nguyên tử có trong 1 mol chất. Đây là một con số rất quan trọng đối với vật lý và đặc biệt là hoá học.